# Незваный друг
«Незваный друг» — советский художественный фильм 1980 года. Последняя роль в кино Олега Даля.

## Сюжет
Фильм рассказывает о сложных взаимоотношениях двух учёных-химиков. Виктор Свиридов прибыл из провинции, где работает инженером на одном из заводов, в столичный институт, чтобы осуществить защиту своего проекта, связанного с актуальной научной проблемой. Однако без поддержки давнего друга Алексея Грекова у него нет шансов: большинство членов учёного совета настроено против его проекта и его самого. Но и Греков вынужден выбирать между научной карьерой своей жены и обязательствами перед другом.

## В ролях
- Олег Даль — Виктор Свиридов, учёный-химик
- Ирина Алфёрова — Кира
- Олег Табаков — Алексей Греков, учёный-химик, друг Виктора
- Наталья Белохвостикова — Нина, жена Алексея
- Наталья Гундарева — Анна, бывшая жена Виктора
- Анатолий Ромашин — Юрий Первак, учёный-химик
- Всеволод Ларионов — Бодров, учёный-химик, профессор
- Алефтина Евдокимова — Людмила, жена Первака
- Всеволод Санаев — Владимир Абдулаевич Шлепянов
- Иван Рыжов — Пётр Кузьмич Петухов, сосед Виктора по гостиничному номеру
- Екатерина Васильева — Вера, лаборантка
- Елена Майорова — лаборантка (не указана в титрах)
- Сергей Газаров — заведующий лабораторией
- Юрий Катин-Ярцев — профессор Веденеев
- Владимир Ширяев — гость у Грековых
- Юрий Сагьянц — сосед Виктора по гостиничному номеру
- Ярослав Лисоволик — Саша, сын Виктора и Анны

## Съёмочная группа
- Режиссёр — Леонид Марягин
- Авторы сценария:
  - Дмитрий Василиу
  - Леонид Марягин
- Оператор — Юрий Авдеев
- Художник-постановщик — Феликс Ясюкевич
- Композитор — Ян Френкель
- Звукооператор — Андрей Греч
- Монтажёр — Г. Авдеева
- Консультант — Борис Ягодин
- Директор картины — Михаил Воловик